# Дзораґлух
Дзораґлух (вірм. Ձորագլուխ) — село в марзі Арагацотн, у центрі Вірменії. Село розташоване за 2 км на схід від села Ттуджур, за 14 км на південь від села Анкаван сусіднього марзу Котайк та за 14 км на схід від міста Апаран. Сільська церква Святого Ованеса датується X — XII століттям.